# قوات التحالف في حرب الخليج الثانية

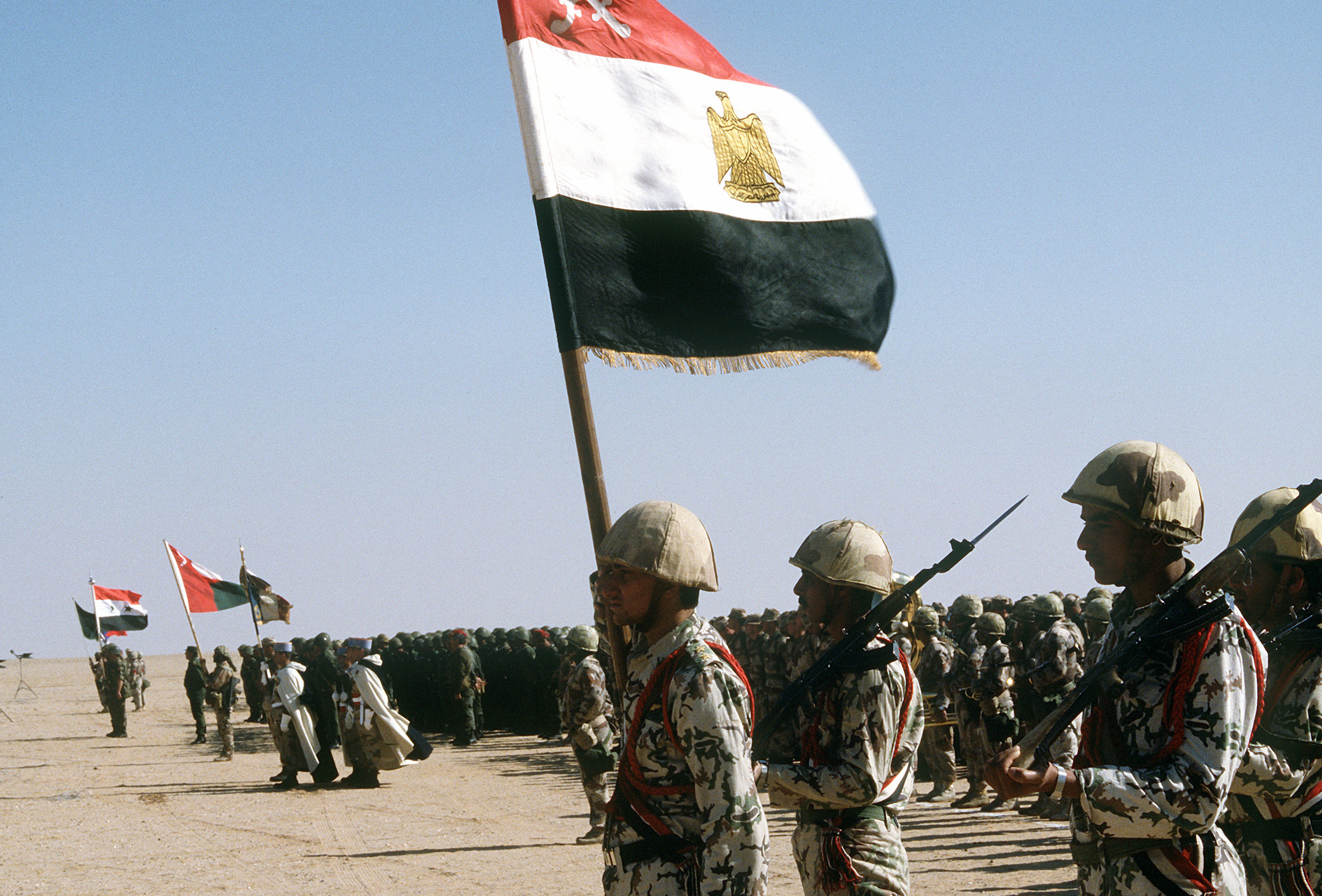
قوات مصرية سورية، عمانية، وكويتية خلال حرب الخليج الثانية

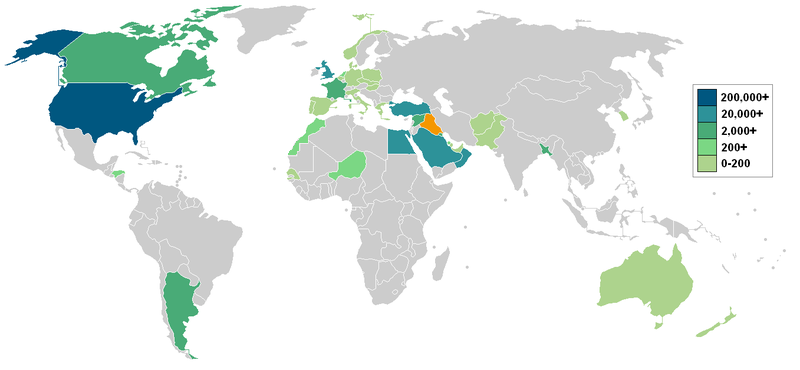
خارطة للدول المشاركة في قوات التحالف عام 1991 كلما غمق اللون الأخضر دل ذلك على زيادة عدد القوات المشاركة, فيما يمثل اللون البرتقالي دولة العراق.

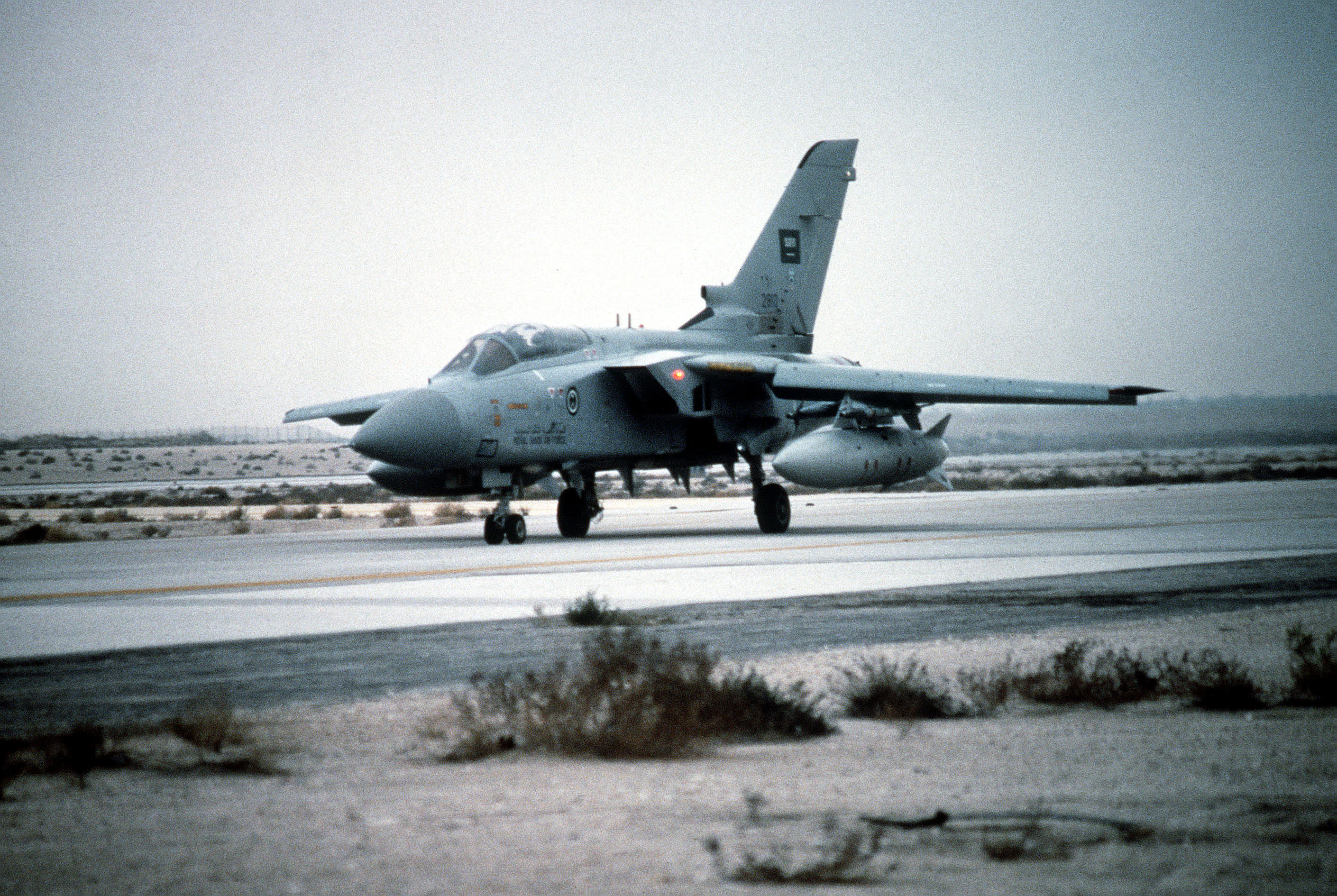
طائرة القوات الجوية الملكية السعودية من طرازتورنادو إف 3 خلال عملية عاصفة الصحراء.

قوات التحالف في حرب الخليج الثانية هو تحالف دولي ضم 32 دولة بقيادة الولايات المتحدة الأمريكية لتحرير الكويت من الاحتلال العراقي سنة 1990 وتشكل هذا التحالف بعد أن رفضت العراق أن تسحب قواتها من الكويت.
تشكلت هذه القوات من 32 دولة بقيادة الولايات المتحدة الأمريكية ويبلغ عدد 960,000 فرد نصفهم من الولايات المتحدة الأمريكية. خسرت قوات التحالف خلال الحرب أكثر من 500 عسكري أغلبهم من الولايات المتحدة.

## تعداد القوات المشاركة
| قائمة لقوات التحالف حسب عدد الافراد العسكريين المشاركين | قائمة لقوات التحالف حسب عدد الافراد العسكريين المشاركين | قائمة لقوات التحالف حسب عدد الافراد العسكريين المشاركين |
| الدولة                                                  | عدد القوات                                              | التعليقات / الأحداث الكبرى |
| ------------------------------------------------------- | ------------------------------------------------------- | --- |
| الولايات المتحدة                                        | 575,000 - 697,000                                       | حرب الخليج الثانية معركة الخفجي معركة 73 بإتجاه الشرق معركة البصية معركة المرحلة رصاصة الخط معركة ريدج المدينة معركة وادي الباطن معركة نورفولك عملية عاصفة الصحراء |
| السعودية                                                | 60,000 - 100,000                                        | عملية درع الصحراء معركة الخفجي عملية عاصفة الصحراء |
| المملكة المتحدة                                         | 53,462                                                  | عملية جرانبي |
| مصر                                                     | 20,000                                                  | عملية عاصفة الصحراء |
| فرنسا                                                   | 18,000                                                  | عملية اللهاة |
| سوريا                                                   | 14,500                                                  | عملية عاصفة الصحراء |
| المغرب                                                  | 13,000                                                  | قوات أمن |
| الكويت                                                  | 9,900                                                   | الغزو العراقي للكويت عملية عاصفة الصحراء |
| عمان                                                    | 6,300                                                   | عملية عاصفة الصحراء |
| باكستان                                                 | 4,900 - 5,500                                           | فريق مساندة احتياطي |
| كندا                                                    | 4,500                                                   | عملية الاحتكاك |
| الإمارات العربية المتحدة                                | 4,300                                                   | عملية عاصفة الصحراء |
| قطر                                                     | 2,600                                                   | معركة الخفجي |
| بنغلاديش                                                | 2,200                                                   | ( (عملية مورو-شركاء) أفراد الأمن بما في ذلك 2 فرق الإسعاف الميدانية )                                                                                              |
| إيطاليا                                                 | 1,200                                                   | نشر طائرات تورنادو بانافيا الهجومية الضاربة، وقطع بحرية |
| أستراليا                                                | 700                                                     | المساهمة الأسترالية في حرب الخليج الثانية |
| هولندا                                                  | 700                                                     | Naval deployment; Air Force deployments of Surface-to-Air Missiles to Turkey and Israel                                                                            |
| النيجر                                                  | 600                                                     | Patroller group |
| السويد                                                  | 525                                                     | مستشفى ميداني |
| الأرجنتين                                               | 500                                                     | قوات جوية وبحرية |
| السنغال                                                 | 500                                                     | حراس للقاعدة |
| إسبانيا                                                 | 500 على الجبهة 3,000 قبالة الساحل                       | مهندسين |
| البحرين                                                 | 400                                                     | حراس للقاعدة |
| بلجيكا                                                  | 400                                                     | مهندسون للقواعد |
| بولندا                                                  | 319                                                     | عملية سموم نشر قوات بحرية وطبية |
| كوريا الجنوبية                                          | 314                                                     | الدعم الطبي والنقل |
| تشيكوسلوفاكيا                                           | 200                                                     | عملية درع الصحراء عملية عاصفة الصحراء تشيكوسلوفاكيا في حرب الخليج الثانية                                                                                          |
| اليونان                                                 | 200                                                     | طيارين |
| الدنمارك                                                | 100                                                     | HDMS Olfert Fischer ‏ (Niels Juel Class Korvet) |
| نيوزيلندا                                               | 100                                                     | مشاركة بطائرتين من طراز سي-130 هيركوليز للنقل |
| المجر                                                   | 50                                                      | |
| النرويج                                                 | 50                                                      | نشر قوات بحرية واطقم طبية |

## أقسام التحالف

### قيادة الجيوش المركزية
- الولايات المتحدة
- المملكة العربية السعودية
- المملكة المتحدة
- فرنسا

### قيادة القوات البحرية المركزية
- الولايات المتحدة

### قيادة القوات المشتركة - الشرق
- المملكة العربية السعودية
- مصر
- سوريا
- المغرب
- الكويت
- سلطنة عمان
- الإمارات العربية المتحدة
- قطر
- البحرين
- بولندا
- تشيكوسلوفاكيا

### قيادة القوات المشتركة - الشمالية
- الولايات المتحدة
- المملكة المتحدة
- فرنسا
- كندا
- إيطاليا
- أستراليا

## قادة التحالف

### تركيا
- مكايل ساجلام
- Oğuzhan ميتين

### تشيكوسلوفاكيا
- يان Való

### مصر
- محمد حسين طنطاوي
- محمد علي بلال
- سامي عنان

### فرنسا
- ميشال Roquejeoffre

### المملكة العربية السعودية
- خالد بن سلطان
- صالح المحيا
- سلطان المطيري

### سوريا
- مصطفى طلاس

### المملكة المتحدة
- سيدي بيتر دي لا Billière
- جون تشابل

### الولايات المتحدة الأمريكية
- نورمان شوارتسكوف
- كولن باول
- كالفين والر
- تشاك هورنر
- والتر إي. بومر
- ستان آرثر
- فريدريك فرانكس
- باستر غلوسون

## معدات التحالف القتالية

### الولايات المتحدة الأمريكية

#### الدبابات
- ام1إيه1 أبرامز دبابة قتال رئيسية
- ام60إيه1/إيه3 دبابة قتال رئيسية قوات مشاة بحرية الولايات المتحدة
- M551A1 شيريدان TTS (دبابة البصر حراري) المدرعة الاستطلاع المحمول جوا المركبة الاعتداء

#### مركبات مدرعة
- أم2 برادلي (IFV) (عربة قتال المشاة)
- أم2 برادلي (CFV) (الفرسان عربة قتال)
- AAVP7A1 الاعتداء البرمائيات الموظفين المقطوعة (مشاة البحرية الأمريكية)
- LAV-25 المدرعة الخفيفة المركبة (مشاة البحرية الأمريكية)
- LAV-AT المركبات الخفيفة المدرعة (المضادة للدبابات) (مشاة البحرية الأمريكية)
- إم-113إيه2/إيه3 (M113A2/A3) ناقلة جنود مدرعة
- M901A1 ITV (تحسين المركبة TOW)

#### مدفعية ذاتية الدفع / قذائف الهاون / روكتس
- LAV-M الخفيفة المدرعة (هاون) (مشاة البحرية الأمريكية)
- M106A2 صاروخية ذاتية الناقل هاون
- إم 109 إيه2/إيه3/إيه4 هاوتزر (M109A2/A3/A4) مدفع هاوزتر أمريكي ذاتي الحركة من عيار 155 ملم.
- M110A2 8 بوصة SPH (مدافع الهاوتزر ذاتية الدفع)
- راجمة الصواريخ طراز M270 MLRS قاذفة صواريخ متعدّدة

#### مضادة للطائرات
- M163 VADS فولكان نظام الدفاع الجوي
- شاربل إم آي إم-48 (M48) نظام دفاع جوي أمريكي، يدفع ذاتيا (صواريخ أرض-جو)
- M1097 المنتقم همفي
- M167 فولكان VADS نظام الدفاع الجوي
- إم آي إم-23 هوك المحسن (MIM-23) منظومة دفاع صاروخي متوسطة المدى من نوع أرض - جو
- MIM-104 باتريوت SAM (صواريخ أرض جو) قاذفة

#### المدفعية وقذائف الهاون
- هاون مقطور (M102) 105 ملم.
- ام 198 هاوتزر عيار 155 مم (M198) مدفع هاون مقطور
- M58 MICLIC (إزالة الألغام خط تهمة) مقرونة
- هاون (M224) 60 مم خفيف الوزن.
- هاون (M252) 81 ملم متوسط الوزن.
- هاون (M30) 107 ملم ثقيل الوزن.

#### هندسة واستعادة المركبات
- M728 CEV (مكافحة مهندس المركبة)
- M9 ACE (المدرعة ماكينة الحفر القتال)
- M60 الرافعة بالتفريغ AVLM (المركبة المدرعة المطلقة MICLIC (إزالة الألغام خط تهمة))
- M88 هرقل المضادة للفيروسات القهقرية (مركبة مصفحة الاسترداد)
- M60A1 AVLB (أطلق المركبة المدرعة جسر)
- M139 نظام الألغام بركان

#### مركبات قيادة
- إم-113 (M577A2 ACP) مركبة مدرعة للقيادة المتقدة
- AACV7A1 (الاعتداء البرمائيات وقيادة مركبة) (مشاة البحرية الأمريكية)
- LAV-25C2 المركبات الخفيفة المدرعة (القيادة والسيطرة) (مشاة البحرية الأمريكية)
- M981 FISTV (النار دعم فريق المركبة)

#### مركبات أخرى
- إم998 (M998) هامفي
- إم151 (M151A2 FAV) (مركبة هجوم سريعة) (مشاة البحرية الأمريكية)
- M1008 CUCV (المنفعة التجارية، شحن السيارة)
- الصوت العربي الحر (سريعة المركبة الهجوم) / DPV (سيارة دورية الصحراء)
- كاواساكي KLR-250-D8
- M35A2 6X6 2.5 طن شاحنة "التعادل ونصف"
- M925A1 6X6-5 طن شاحنة
- إم548 (M548) مجنزرة نقل مشترك
- M992 FAASV (مدفعية الميدان ذخيرة العرض المركبة)

#### طائرات هليكوبتر
- سيكورسكي سي أتش -124 سي كينغ (CH-124) ( القوات الكندية )
- بيل إيه إتش-1 إف كوبرا (AH-1F) ( الجيش )
- بيل إيه إتش-1 جيه سي كوبرا (AH-1J SeaCobra) (مشاة البحرية الأمريكية)
- بيل إيه إتش-1 تي سي كوبرا المحسنة (AH-1T SeaCobra) (مشاة البحرية الأمريكية)
- بيل إيه إتش-1 دبليو سوبر كوبرا (AH-1W) (مشاة البحرية الأمريكية)
- إيه إتش- 64 إيه أباتشي (AH-64A) (الجيش)
- بوينغ سي إتش-46دي سي نايت (CH-46D) ( القوات البحرية للولايات المتحدة )
- بوينغ سي إتش-46إي سي نايت (CH-46E) (مشاة البحرية الأمريكية)
- بوينغ سي إتش-47 دي شينوك(الجيش)
- سيكورسكي سي إتش-53دي سي ستاليون (CH-53D)
- سيكورسكي سي إتش-53إي سي ستاليون (CH-53E) (مشاة البحرية الأمريكية)
- بيل يو إتش-1 إركويس (EH-1H) (هيوي) (الجيش)
- سيكورسكي EH-60A سريعة فيكس (الجيش)
- بوينغ HH-46D سي نايت (USN)
- HH-60H سيكورسكي سيهوك (USN)
- بوينغ MH-47 (SOA) طائرة العمليات الخاصة ( الجيش )
- سيكورسكي MH-53E البحر التنين (USN)
- سيكورسكي MH-60G تمهيد هوك (القوات الجوية الأمريكية)
- بيل أو إتش-58 إيه كيوا (الجيش)
- بيل أو إتش-58 سي كيوا (الجيش)
- بيل أو إتش-58 دي كيوا (الجيش)
- RH-53D سيكورسكي البحر الحصان (مشاة البحرية الأمريكية)
- كامان إس إتش-2 سيه سبرت (SH-2F Seasprite) تابعة (USN)
- سيكورسكي إس أتش-3جي (SH-3G) سي كينغ (USN)
- سيكورسكي إس أتش-3إتش (SH-3H) سي كينغ (USN)
- سيكورسكي إس إتش-60 (SH-60B) سي هوك (USN)
- بيل UH-1H الإيروكوا (هيوي) (الجيش)
- بيل UH-1N (هيوي) (مشاة البحرية الأمريكية)
- بيل UH-1V الإيروكوا (هيوي) إخلاء طبي جوي (الجيش)
- بوينغ UH-46D سي نايت (USN)
- سيكورسكي يو إتش-60 بلاك هوك (UH-60A) (الجيش)

#### الطائرات
- غرومان ايه-6 إي (A-6E ) إنترودر (الأسطول الأميركي، مشاة البحرية الأمريكية)
- إيه-7 كورسير فوغت (A-7E) (USN)
- ماكدونل دوغلاس إيه في-8 بي (AV-8B) هارير الثانية (مشاة البحرية الأمريكية)
- إيه - 10 ثاندر بولت الثانية (A-10A) (القوات الجوية الأمريكية)
- لوكهيد إيه سي-130 إيه AC-130A) القوات الجوية الأمريكية
- لوكهيد إيه سي-130 اتش AC-130H) (القوات الجوية الأمريكية)
- بوينغ بي-52جي ستراتوفورتيس (القوات الجوية الأمريكية)
- بوينغ بي-52اتش ستراتوفورتيس (القوات الجوية الأمريكية)
- غرومان سي-2 قريهوند (USN)
- لوكهيد سي-5 غالاكسي القوات الجوية الأمريكية
- ماكدونيل دوغلاس سي-9بي (C-9B) سكاي ترين الثانية(USN)
- رايثيون C-12 هورون (القوات الجوية الأمريكية)
- لوكهيد سي-130 هيركوليز القوات الجوية الأمريكية
- * لوكهيد سي-130 إف هيركوليز (USN)
- أمريكا الشمالية روكويل CT-39G (USN)
- ماكدونل دوغلاس دي سي-9 (USN)
- غرومان إي - 2 سي هوك آي (USN)
- بوينغ إي-3 بي سينتري أواكس (القوات الجوية الأمريكية)
- دوغلاس إيه -3 سكاي وريور (EA-3B Skywarrior)تابعة (USN)
- لوكهيد إي بيه-3 (EP-3E Aries II) تابعة (USN)
- غرومان إي أ-6 بي (EA-6B) براولر (USN)
- بوينغ E-8 المشترك نجوم مراقبة الهدف هجوم نظام رادار المشتركة (USAF)
- جنرال ديناميكس إف-111 آردفارك (EF-111A) (القوات الجوية الأمريكية)
- لوكهيد إي سي - 130 إي / جيه (EC-130E/J Commando Solo) تابعة(USAF)
- لوكهيد إي سي - 130 اتش (EC-130H Compass Call ) تابعة (القوات الجوية الأمريكية)
- بوينغ إي سي-135 إل زجاج يبحث (القوات الجوية الأمريكية)
- ماكدونيل دوغلاس إف -4 إي فانتوم الثانية (USAF)
- ماكدونيل دوغلاس إف -4 جي فانتوم الثانية (ابن عرس وايلد ) (القوات الجوية الأمريكية)
- غرومان F-14A القط (USN)
- غرومان F-14A + (B) القط (USN)
- ماكدونيل دوغلاس إف-15سي النسر(القوات الجوية الأمريكية)
- ماكدونيل دوغلاس إف-15 إي سترايك إيغل (F-15E) (القوات الجوية الأمريكية)
- جنرال ديناميكس F-16A فالكون (القوات الجوية الأمريكية)
- جنرال ديناميكس F-16C فالكون (القوات الجوية الأمريكية)
- ماكدونيل دوغلاس F/A-18A الدبور (الأسطول الأميركي، مشاة البحرية الأمريكية)
- ماكدونيل دوغلاس F/A-18C الدبور (الأسطول الأميركي، مشاة البحرية الأمريكية)
- ماكدونيل دوغلاس F/A-18D الدبور (مشاة البحرية الأمريكية)
- جنرال ديناميكس إف-111 آردفارك (F-111E) (القوات الجوية الأمريكية)
- جنرال ديناميكس إف-111 آردفارك (F-111F) (القوات الجوية الأمريكية)
- إف - 117 (F-117A)ايه نايت هوك (USAF)
- شركة لوكهيد HC-130 الملك (USAF)
- ماكدونيل دوغلاس KC-10A موسع (القوات الجوية الأمريكية)
- شركة لوكهيد KC-130F هرقل (الأسطول الأميركي، مشاة البحرية الأمريكية)
- KC-130R لوكهيد هيركوليز (مشاة البحرية الأمريكية)
- شركة لوكهيد KC-130T هرقل (مشاة البحرية الأمريكية)
- بوينغ KC-135E Stratotanker (القوات الجوية الأمريكية)
- بوينغ KC-135R Stratotanker (القوات الجوية الأمريكية)
- لوكهيد MC-130E هرقل مكافحة تالون (القوات الجوية الأمريكية)
- أمريكا الشمالية روكويل OV-10A برونكو (مشاة البحرية الأمريكية)
- أمريكا الشمالية روكويل OV-10D برونكو (مشاة البحرية الأمريكية)
- أمريكا الشمالية روكويل OV-10D + برونكو (مشاة البحرية الأمريكية)
- P-3B أوريون (بحرية الولايات المتحدة)
- P-3C أوريون (بحرية الولايات المتحدة)
- بوينغ RC-135V / W برشام المشتركة (USAF)
- ماكدونيل دوغلاس أر إف -4 سي فانتوم الثانية (USAF)
- لوكهيد إس-3 فايكنغ (بحرية الولايات المتحدة)
- لوكهيد إس-3بي فايكنغ (بحرية الولايات المتحدة)
- شركة لوكهيد U-2/TR-1 التنين سيدة (USAF)
- UP-3A أوريون (بحرية الولايات المتحدة)

#### حاملات الطائرات
- حاملة طائرات فئة ميدواي ( USS ميدواي )
- حاملة طائرات فئة فورستال ( يو اس اس ساراتوجا ، يو اس اس الحارس )
- حاملة طائرات فئة كيتي هوك ( أمريكا USS ، يو اس اس جون كينيدي )
- حاملات الطائرات فئة نيمتز: ( يو اس اس تيودور روزفلت )

#### البوارج
- فئة أيوا ( يو اس اس ميسوري ، يو اس اس ويسكونسن )

#### الغواصات
- لوس انجليس فئة ( USS شيكاغو ، USS لويزفيل )

#### سفن هجومية برمائية
- فئة تاراوا ( USS تاراوا ، يو اس اس ناسو )
- ايو جيما فئة ( يو اس اس ايو جيما ، USS القنال ، USS غوام ، USS طرابلس ، يو اس اس نيو اورليانز )

#### طرادات الصواريخ الموجهة
- فئة ليهي ( USS ردين ، USS ريتشموند K. تيرنر ، USS هالسي )
- فئة بلكناب ( USS هورن ، يو اس اس بيدل )
- فئة تيكونديروجا ( USS فالي فورج ، USS توماس S. غيتس ، USS بنكر هيل ، USS خليج موبايل ، يو اس اس ليتي الخليج ، يو اس اس سان جاسينتو ، USS بحر الفلبين ، يو اس اس برينستون ، يو اس اس نورماندي )
- فئة كاليفورنيا ( ولاية كارولينا الجنوبية USS )
- فئة فرجينيا ( USS فرجينيا ، يو اس اس ميسيسيبي )

#### مناقصات المدمرة
- صموئيل Gompers فئة ( يو اس اس صموئيل Gompers )
- يلوستون فئة (USS يلوستون، USS أكاديا ، USS كيب كود)

#### مدمرات
- Spruance فئة ( USS Spruance ، USS بول F. فوستر ، USS كارون ، USS Oldendorf ، USS Moosbrugger ، USS فتويش ، يو اس اس هاري دبليو ويل ، USS فايف

#### مدمرات الصواريخ الموجهة
- فرغت فئة ( USS Macdonough ، USS Coontz ، USS بريبل)
- كيد الفئة ( يو اس اس كيد )

#### فرقاطات
- نوكس الدرجة ( USS مارفن شيلدز ، USS فرانسيس هاموند ، USS فريلاند ، USS توماس C. هارت )
- أوليفر هازارد بيري كلاس ( يو اس اس مكينيرني ، USS جاريت ، USS Curts ، USS Halyburton ، USS نيكولا ، USS هاويس ، USS فورد ، يو اس اس صموئيل ب. روبرتس )

#### دوكي النقل البرمائية
- رالي فئة ( يو اس اس رالي ، USS فانكوفر )
- أوستن فئة ( USS أوجدن )
- كليفلاند فئة ( USS دنفر ، USS جونو ، USS لويزيانا )
- ترينتون فئة ( يو اس اس ترينتون )

#### سفن الذخيرة
- نيترو فئة ( USS نيترو ، USS هاليكالا )
- كيلوا فئة (USS كيلوا، USS سانتا باربرا ، يو اس اس ماونت هود ، USS شاستا ، USS كيسكا)

#### قفص الاتهام هبوط سفن
- مرسى فئة ( USS مرسى ، يو اس اس بورتلاند، USS بينساكولا، يو اس اس ماونت فيرنون)
- ويدبي آيلاند فئة ( USS جيرمانتاون ، يو اس اس فورت ماكهنري ، USS Gunston قاعة )

#### خزان هبوط سفن
- نيوبورت فئة (USS مانيتووك، LST-1180. USS بيوريا ، USS فريدريك ، USS كيجا ، USS سجنو ، USS سبارتنبرغ مقاطعة، USS لا Moure مقاطعة ، USS بربور البلد )

#### سريع النقل البحري سفن
- SL-7 نوع (USS رأس الغول، يو اس ان اس بيلاتريكس، USS Denebola، USS بولكس، يو اس ان اس نسر، USS ريغولوس، USS كابيلا)

#### بئر بترولية منتجة أسطول
- نيوشو فئة (USS نيوشو، يو اس اس Hassayampa، USS Ponchatoula )
- سيمارون فئة (USS بلات)
- هنري كايزر فئة (USS جوشوا همفريز، يو اس ان اس أندرو جيه هيغنز، يو اس اس والتر ديل S.)

#### متاجر السفن القتالية
- المريخ فئة ( USS المريخ ، USS سيلفانيا ، USS شلالات نياغارا ، USS سان دييغو، سان خوسيه USS)
- سيريوس فئة ( يو اس ان اس سيريوس ، يو اس ان اس السنبلة)

#### سريع دعم سفن القتال
- سكرامنتو فئة ( USS سكرامنتو ، USS سياتل ، USS ديترويت )

#### التجديد المزيت سفن
- ويتشيتا فئة (USS كانساس سيتي، USS كالامازو)

#### كاسحات الغام
- فئة العدوانية (USS منيع)

#### سفن إصلاح
- فولكان فئة (USS فولكان، USS جايسون)

#### سفن الإنقاذ
- إدينتون فئة (USS الشقيف)

#### سفن النقل البحري
- رايت فئة (يو اس اس رايت، يو اس اس كيرتس)

#### مستشفى سفينة
- رحمة فئة ( يو اس ان اس الرحمة ، يو اس ان اس الراحة )

#### سفن شحن برمائية
- تشارلستون فئة USS دورهام، يو اس اس موبايل)

#### سفن كسح الألغام
- المنتقم فئة ( USS المنتقم )

#### مسح سفن
- Chauvenet فئة (USS Chauvenet)

#### الزوارق الخفيفة
- LCU 1610 (الإنزال المنفعة)
- LCAC (الإنزال وسادة الهواء)

### المملكة المتحدة

#### الدبابات
- تشالنجر (FV4030/4) دبابة قتال رئيسية
- دبابة سينتوريون (FV4003 Centurion Mk.5 AVRE 165) (مركبة مصفحة المهندسين الملكي )

#### مصفحة المركبات
- FV101 العقرب CVR (T) (مركبات القتال الاستطلاع (تتبع))
- FV102 مهاجم CVR (T) (مركبات القتال الاستطلاع (تتبع))
- FV103 المتقشف CVR (T) (مركبات القتال الاستطلاع (تتبع))
- FV104 السامري CVR (T) (مركبات القتال الاستطلاع (تتبع)) سيارة إسعاف
- FV106 شمشون CVR (T) (مركبات القتال الاستطلاع (تتبع))
- FV107 السيف CVR (T) (مركبات القتال الاستطلاع (تتبع))
- FV432 طروادة APC (حاملة أفراد مصفحة)
- FV432 طروادة APC (حاملة أفراد مصفحة) سيارة إسعاف
- FV510 المحارب مجنزرة مصفحة مركبة MCV-80 (اليا مركبات القتال)
- النمس سيارة مصفحة

#### مدفعية ذاتية الدفع / قذائف الهاون / روكتس
- FV432 (M) طروادة SPMC (صاروخية ذاتية الناقل هاون)
- إم 109 إيه2 هاوتزر (M109A2) مدفع هاوزتر أمريكي ذاتي الحركة من عيار 155 ملم.
- M110 8 بوصة SPH (مدافع الهاوتزر ذاتية الدفع) M110A2
- MLRS (متعددة نظام إطلاق الصواريخ)

#### مضادة للطائرات
- سيف ذو حدين الحقل القياسية B2 قرطاسية SAM (صواريخ أرض جو) قاذفة
- مجنزرة السيف TR1 موبايل SAM (السطح إلى الجو القذائف) قاذفة
- رمي الرمح LML (قاذفة متعددة وخفيفة الوزن) SAM (صواريخ أرض جو) قاذفة

#### المدفعية وقذائف الهاون
- L118 105 مم ضوء بندقية
- 51 مم ضوء هاون
- L16A1 81 ملم هاون

#### هندسة واستعادة المركبات
- FV4205 زعيم جماعة AVLB (أطلق مركبة مصفحة جسر)
- FV180 CET (مكافحة جرار مهندس)
- FV434 المضادة للفيروسات القهقرية (مركبة مصفحة الاسترداد)
- FV512 المحارب MCRV (اليا القتال إصلاح المركبات)
- FV513 المحارب MRV (R) (اليا استعادة المركبة (الإصلاح))
- CRARRV (تشالنجر اصلاح مصفحة ومركبات الإنقاذ)

#### مركبات قيادة
- FV105 سلطان CVR (T) (مركبات القتال الاستطلاع (تتبع))

#### مركبات أخرى
- لاند روفر ديفندر
- ليلاند 4X4 4 طن وري
- بيدفورد 4X4 8 طن وري
- مرسيدس UNIMOG الدعم المركبة
- FV620 النصير برمائية شاحنة
- هارلي ديفيدسون MT530E
- ارمسترونغ 500
- فولكس واجن ILTIS ( القوات الكندية خلال عملية المبضع ) [4]

#### طائرات
- ايروسباسيال يستلاند غزال Mk.1 ( AAC )
- ويستلاند لينكس Mk.1 (AAC)
- ويستلاند لينكس Mk.7 (AAC)
- ويستلاند لينكس HAS Mk.3 ( RN )
- بوينغ شينوك (نسخة المملكة المتحدة)HC1B (سلاح الجو الملكي)
- ويستلاند بحر الملك HC Mk.4 (RN)
- ويستلاند بوما HC Mk.1 (سلاح الجو الملكي)
- تورنادو بانافيا GR Mk.1 (RAF) IDS (Interdictor / سترايك)
- SEPECAT جاكوار GR Mk.1A (سلاح الجو الملكي)
- تورنادو بانافيا F Mk.3 (RAF) ADV (الدفاع الجوى البديل)
- بلاكبيرن القرصان S Mk.2B (سلاح الجو الملكي)
- بي إيه إي نمرود MR Mk.2P (سلاح الجو الملكي)
- بريتن نورمان-BN-2 جزر AL1 (سلاح الجو الملكي)
- هاندلي بيج فيكتور (K Mk.2) (سلاح الجو الملكي)
- شركة لوكهيد تريستار (سلاح الجو الملكي)
- شركة لوكهيد هيركوليز C Mk.1 (سلاح الجو الملكي)
- شركة لوكهيد هيركوليز C Mk.3 (سلاح الجو الملكي)
- فيكرز VC10 C Mk.1 (سلاح الجو الملكي)
- فيكرز VC10 K Mk.2 (سلاح الجو الملكي)
- فيكرز VC10 K Mk.3 (سلاح الجو الملكي)

#### فرقاطات
- يندر فئة ( HMS كوكب المشتري )
- نشرة مطوية فئة ( HMS Battleaxe ، HMS قحة ، HMS لندن )

#### مدمرات
- شيفيلد فئة ( HMS نيويورك ، جلوستر ، HMS إكستر ، HMS مانشستر ، HMS كارديف )

#### الغواصات
- HMS حيوان الأبوسوم

#### ناقلات دعم أسطول
- دأب Orangeleaf

#### ناقلات أسطول سريع
- دأب Olna

#### مخازن سفن
- دأب ريجنت
- RFA فورت المزرعة

#### كسح الألغام السفن
- مطاردة فئة (HMS يدبيري، HMS Cattistock، HMS دولفيرتون، HMS بيسستر، HMS أثيرستون، HMS Hurworth)

#### أسطول سفن اصلاح
- دأب الاجتهاد

#### الابتدائي الحوادث السفن الاستقبال
- دأب رقيب

### المملكة العربية السعودية

#### الدبابات
- AMX-30S MBT (دبابات القتال)
- ام60إيه1/إيه3 دبابة قتال رئيسية

#### مصفحة المركبات
- أم2 برادلي (IFV) (عربة قتال المشاة)
- AMX-10P IFV (عربة قتال المشاة)
- AMX / HOT ATGM (المضادة للدبابات الصواريخ الموجهة) قاذفة
- بنهارد إيه إم إل 60 مصفحة سيارة
- بنهارد إيه إم إل 90 مصفحة سيارة
- إم-113إيه1(M113A1) ناقلة جنود مدرعة
- Engesa EE-11 Urutu APC (ناقلة جند مصفحة)
- Panhard M3 VTT APC (ناقلة جند مصفحة)
- كاديلاك غيج V-150 المغوار
- كاديلاك غيج V-150 المغوار (Imp. TOW)

#### مدفعية ذاتية الدفع / قذائف الهاون / روكتس
- إم 109 إيه2 هاوتزر (M109A2) مدفع هاوزتر أمريكي ذاتي الحركة من عيار 155 ملم.
- AMX-GCT 155 مم SPH (مدافع الهاوتزر ذاتية الدفع)
- ASTROS-II MLRS (متعددة نظام إطلاق الصواريخ)
- M106A2 صاروخية ذاتية الناقل هاون
- كاديلاك غيج V-150 المغوار (هاون 81 ملم)
- كاديلاك غيج V-150 المغوار (هاون 90 ملم)

#### المدفعية وقذائف الهاون
- M56 105 ملم الهاون المقطورة
- M102 105 ملم الهاون المقطورة
- ام 198 هاوتزر عيار 155 مم (M198) مدفع هاون مقطور
- M30 107 ملم الثقيلة الوزن هاون

#### مضادات طائرات
- M163 VADS فولكان نظام الدفاع الجوي
- AMX-30SA شاهين صاروخية ذاتية SAM (صواريخ أرض جو) قاذفة
- AMX-30SA SPAAA (صاروخية ذاتية مدفعية مضادة للطائرات)
- إم آي إم-23 هوك المحسن (MIM-23) منظومة دفاع صاروخي متوسطة المدى من نوع أرض - جو
- شاهين قرطاسية SAM (صواريخ أرض جو) قاذفة
- بوفورز 40 ملم L/70 AAA (مدفعية مضادة للطائرات)
- أورليكن-Buhrle التوأم 35 مم GDF AAA (مدفعية مضادة للطائرات)

#### مركبات أخرى
- لاند روفر ديفندر

#### طائرات هليكوبتر
- سيكورسكي UH-60A بلاك هوك (القوات البرية)
- أجوستا بيل 205 الإيروكوا ( القوات الجوية )
- أجوستا بيل 206 جيت رينجر (القوات الجوية)
- أجوستا بيل 212 أغستا (القوات الجوية)
- كاواساكي KV-107 (القوات الجوية)
- AS-365N يوروكوبتر دوفين (البحرية)
- AS-332B يوروكوبتر سوبر بوما (البحرية)

#### الطائرات
- لوكهيد سي-130 اتش هيركوليز (القوات الجوية)
- لوكهيد سي-130اتش هيركوليز (القوات الجوية)
- بوينغ إي-3 سينتري أواكس (القوات الجوية)
- نورثروب إف-5 إي النمر الثاني (F-5E)(القوات الجوية)
- ماكدونيل دوغلاس F-15C النسر (القوات الجوية)
- شركة لوكهيد KC-130H (القوات الجوية)
- نورثروب RF-5E Tigereye (القوات الجوية)
- تورنادو بانافيا IDS Interdictor / سترايك (القوات الجوية)
- تورنادو بانافيا ADV الدفاع الجوى البديل (القوات الجوية)

### الكويت

#### الدبابات
- M-84 MBT AB (دبابات القتال)

#### مركبات مصفحة
- BMP-2 IFV (عربة قتال المشاة)
- إم-113إيه1(M113A1) ناقلة جنود مدرعة

#### طائرات هليكوبتر
- ايروسباسيال SA.342 غزال

#### الطائرات
- داسو ميراج F1 CK ( الكاف )
- ماكدونيل دوغلاس سكاي هوك A-4KU (الكاف)

### فرنسا

#### الدبابات
- AMX-30B2 MBT (دبابات القتال)

#### مصفحة المركبات
- GIAT AMX-10RC مصفحة سيارة
- بنهارد إيه إم إل 90 مصفحة سيارة
- Panhard ERC-90F4 Sagaie مصفحة سيارة

#### المدفعية وقذائف الهاون
- TR-F1 155 ملم الهاون المقطورة
- MO-81-61C 81 ملم هاون
- MO-120-RT-61 120 ملم هاون

#### مضادة للطائرات
- GIAT 20 مم 53T2 سحبها AAA (مدفعية مضادة للطائرات)
- ميسترال SAM (السطح إلى الجو القذائف) قاذفة

#### مركبات أخرى
- بيجو P4 4WD
- VLRA (دي مركبة الاتصال وآخرون الاستطلاع DE L'Armee) شاحنة
- GIAT VAB (VEHICULE DE L'أفانت Blindé)
- GIAT VAB-PC (VEHICULE DE L'أفانت Blindé) (القيادة)
- GIAT VAB-VCAC/HOT (VEHICULE DE L'أفانت Blindé) ATGM (المضادة للدبابات الصواريخ الموجهة) مركبة الإطلاق
- GIAT VAB-VTM (VEHICULE DE L'أفانت Blindé) جرار هاون

#### طائرات هليكوبتر
- إيروسباسيال غازيل SA-342
- ايروسباسيال أس إيه 330 بوما
- ايروسباسيال سوبر Frelon

#### الطائرات
- داسو ميراج F1C-200 ( ADA )
- داسو-بريجيت طائرات ميراج 2000 (ADA)
- SEPECAT جاكوار A (ADA)
- داسو سوبر Étendard

#### حاملات طائرات
- الطائرات الفرنسية كليمنصو الناقل

### قطر

#### الدبابات
- AMX-30 S MBT (دبابات القتال)

### إيطاليا

#### الطائرات
- تورنادو بانافيا IDS Interdictor / سترايك

#### السفن
- 1 المدمرة
- 3 فرقاطات
- 1 سفينة الدعم

### بولندا

#### سفينة مستشفى
- ORP Wodnik

#### سفينة إنقاذ
- ORP بيست

### تشيكوسلوفاكيا

#### غيرها من المركبات
- تاترا T-815 (شاحنة ثقيلة)
- UAZ-4629 (مركبة جميع التضاريس التي شنت مع تحقيقات استطلاع الكيميائية)
- ARS-12M (شاحنة اجتثاث التلوث استنادا روزين V3S)
- POP (موبايل شاحنة الطبي الميداني على أساس روزين V3S)

### كندا

#### المدمرات
- HMCS تيرا نوفا (Restigouche فئة المدمرة) و HMCS أثاباسكان (الإيروكوا فئة المدمرة)

#### المقاتلين
- 56 CF-188

#### طائرات النقل
- 27 CC-130 هيركوليز
- 5 CC-137 (بوينغ 707)

#### دورية، طائرة Survellience
- 1 CC-144 تشالنجر

#### المزيت أسطول
- HMCS Protecteur (AOR 509) (فئة Protecteur سفينة مساعدة)

### الأرجنتين

#### السفن [5]
- ARA ألميرانتي براون
- ARA سبيرو
- ARA روزاليس
- ARA باهيا سان بلاس

#### طائرات نقل
- 2 بوينغ 707 (TC-91 [6] وكما TC-94/LV-LGO الأمم المتحدة مربي الماشية-1 [7] )